# Stadion Wankdorf
Stadion Wankdorf (v letech 2005–2020 známý pod názvem Stade de Suisse) je fotbalový stadion ve švýcarském hlavním městě Bernu. Je to druhý největší fotbalový stadion na území Švýcarska a je domovem prvoligového klubu BSC Young Boys.
Byl jedním ze stadionů určených pro zápasy Mistrovství Evropy ve fotbale 2008. Stadion disponuje umělou trávou.

## Název
Původně nesla budova název „Stade de Suisse Wankdorf Bern“. Název vycházel ze skutečnosti, že se mělo jednat o švýcarský národní stadion. Práva na pojmenování držela společnost BKW Energie až do roku 2014, kdy se vrátila do rukou provozovatele stadionu. Po dlouhém hledání nového sponzora názvu byla dohodnuta pětiletá „patronace“ stadionu se společností CSL Behring AG. Sponzor upustil od pojmenování stadionu názvem své společnosti, čímž umožnil, aby byl stadion 1. července 2020 přejmenován na název svého předchůdce „Stadion Wankdorf“, což fanoušci požadovali již řadu let.

## Poloha
Stadion se nachází asi dva kilometry od centra města. Čtvrť Wankdorf má dobré dopravní spojení. Téměř vedle stadionu se nachází železniční stanice, která je vzdálena tři minuty jízdy od hlavního nádraží v Bernu. To bylo postaveno a otevřeno společně se stadionem Wankdorf v roce 2005. Ke stadionu jezdí také autobusová linka a tramvajová linka, provozované dopravním podnikem Bernmobil.
Každý den zápasu nabízí SBB vlaky, které kvůli zápasu mimořádně zastavují ve Wankdorfu. Ty obvykle jezdí ve směru hostujícího týmu a dále v kantonu Bern pro domácí fanoušky.

## Popis

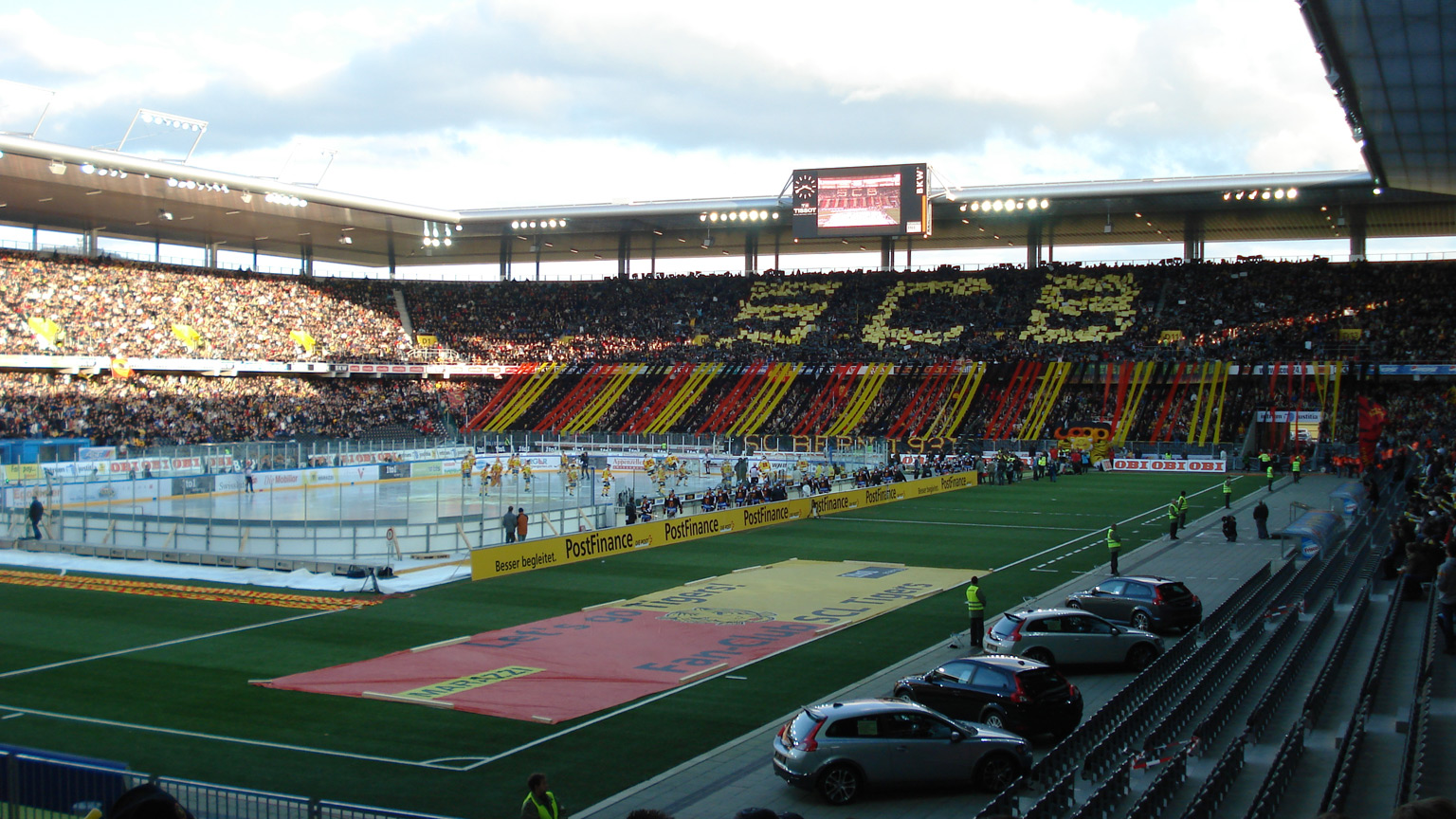
Pohled na vnitřní část stadionu

Na fotbalové zápasy stadion pojal v původní konfiguraci až 31 120 diváků (na ostatní akce až 44 500), přičemž od 10. října 2009 má sektor pro fanoušky místa k stání v sektorech D4 až D10. Na žádost fanoušků byly při reprezentačních zápasech odstraněny sedačky, čímž se Stadion Wankdorf stal druhým největším stadionem ve Švýcarsku. Nachází se asi dva kilometry severně od centra města ve čtvrti Wankdorf. Stadion je součástí nákupního a zábavního komplexu (Wankdorf-Center), v němž se nachází také jedno z největších nákupních center ve Švýcarsku. Náklady na celou stavbu dosáhly 350 milionů švýcarských franků, z toho 123,4 milionu švýcarských franků připadlo na samotnou stavbu stadionu.
Nový stadion postavila společnost Marazzi Generalunternehmung. Výstavba trvala více než tři roky a bylo při ní použito přes 100 000 metrů krychlových betonu, takže stadion je těžší než Eiffelova věž.
Stejně, jako fotbalový klub BSC Young Boys, je i stadion ve vlastnictví curyšského podnikatele v oblasti medicínských technologií Hanse-Ueliho Rihse.
V březnu 2023 byla po rekonstrukci sektoru hostů a různých dalších úpravách zvýšena kapacita z 31 120 na 31 500 diváků. Prvním zápasem s novou kapacitou byl 18. března 2023 zápas BSC Young Boys k 125. výročí založení klubu proti FC Basilej.